# Birgit Hagen
Birgit Hagen   (Grevenbroich, 6 de juny de 1957) és una jugadora d'hoquei sobre herba alemanya, ja retirada, que va competir sota la bandera de República Federal Alemanya durant les dècades de 1970 i 1980.
El 1984 va prendre part en els Jocs Olímpics de Los Angeles, on guanyà la medalla de plata en la competició d'hoquei sobre herba.
En el seu palmarès també destaquen dues medalles d'or i una de plata a la Copa del món d'hoquei sobre herba, una medalla de bronze al Campionat d'Europa i tres d'or al Campionat d'Europa d'hoquei sala. Durant la seva carrera esportiva disputà 145 partits amb la selecció nacional, dels quals 25 foren en sala.